# Au printemps (film, 1929)
Pour plus de détails, voir Fiche technique et Distribution.
Au printemps (en russe : Весной) est un film muet soviétique réalisé par Mikhaïl Kaufman et Dziga Vertov et sorti en 1929. 
Exemple de cinéma d'avant-garde, ballade  dans une Kiev de 1929 ; scénarisé, réalisé et tourné par Kaufman. Il est sorti en Ukraine sous le nom de Навесні. 
Il est dans la liste des 100 meilleurs films de l'histoire du cinéma ukrainien.